# Libertarianizmus
A libertarianizmus vagy libertarizmus egyrészt a klasszikus kontinentális liberalizmusban, szabad piacban, az egyéni felelősségben, másrészt pedig az individualizmusban gyökerező politikai ideológia.
A libertarianizmus azoknak a politikafilozófiai ágazatoknak és mozgalmaknak a gyűjteménye, amelyek a szabadságot teszik a legfőbb elvüknek. A libertáriusok a politikai szabadságot és függetlenséget, a választási szabadságot, az önkéntes társulást és az egyéni ítélethozatalt hirdetik az államhatalommal szemben, az állam méretével kapcsolatban viszont eltérő nézeteket vallanak. Néhányuk teljesen meg akarja szüntetni az államot (anarcho-kapitalizmus), néhányan csak egészen minimális, „éjjeliőr” szerepre akarják szorítani azt (minarchizmus). A libertarianizmus szó az autoritarizmus szó ellentéte.
A fogalom a kollektivista anarchista hagyományból ered, és jelentése eredetileg a Le Libertaire: Journal du Mouvement Social nevű francia lapnak köszönhető. A Harmadik Köztársaság idején ugyanis tilos volt az anarchista szót használni, ezért Joseph Déjacque és Sébastien Faure a libertárius szocialista fogalmát találták ki.

## Története
A libertariánus szót először szabadgondolkodók használták a szabad akarat híveire, megkülönböztetve őket a determinizmuséitól.
Pierre-Joseph Proudhon, aki először hívta magát anarchistának, olyan társadalmat ír le, ami mindenféle kormányzati szerep nélküli együttműködésen alapul, és nem versenyen vagy kényszeren. Joseph Déjacque francia anarchokommunista használta először a libertaire szót 1857-ben, egy Proudhonnak írt levelében. A libertariánus kommunizmus kifejezés is Franciaországban született, 1880-ban, egy anarchista kongresszuson. 1911-ben Pjotr Kropotkin is a libertariánus elveknek az anarchizmusra gyakorolt nagy hatásáról beszélt.
A 19. század végétől, amikorra a liberalizmuson belül megerősödtek az etatista vonások, a régi elvek hívei magukat kezdték klasszikus liberálisnak, piaci liberálisnak vagy libertariánusnak hívni. Olyanokat találunk közöttük, mint a New Dealt teljesen hatástalannak és morális csődnek nevező Leonard Read.
Az 1930-as évektől kezdve fejlődik az a közép-európai iskola, amit az osztrák Ludwig van Mises és Friedrich August von Hayek neve fémjelez. Ők nevezték a kollektivizmus akkori új szocialista és fasiszta tendenciáit totalitarizmusnak.
Amerikában a második világháború után, a hidegháború idején az objektivizmus, az individualizmus, majd a konzervatív Barry Goldwater üzenete – egyéni és gazdasági szabadság, antikommunizmus – gyakorolt óriási hatást a libertariánus eszmékre. A vietnámi háború idején a libertariánusok eltávolodtak a konzervatívoktól, akik morális okokból megengedhetőnek tartották a szabadság korlátozását.
Az 1970-es évektől libertariánus oktatási intézmények, agytrösztök (pl. Cato Institute) alakultak, és párt is, volt republikánusokat, demokratákat és függetleneket egyaránt vonzva.

## Libertariánus elvek
A libertariánusok szerint az egyén teljesen gazdája önmagának, és bizonyos feltételek mellett joga van külső dolgok felett is tulajdonjogot szerezni. Nem jobboldali ideológia, mivel ellenez minden korlátozó törvényt olyan kérdésekben mint a szex, drogok, kötelező katonai szolgálat. Mégis létezik a baloldali és jobboldali libertarianizmus olyan értelemben, hogy a természetes erőforrásokat közösnek vagy egyénileg teljesen kisajátíthatóaknak tartják.
De vannak, akik elutasítják az ilyen kategóriákat – Leonard Read autoritáriusnak bélyegezte őket. Harry Browne szerint is csak libertariánusok vannak, akik hisznek az egyéni szabadságban és az egyéni felelősségben. Véleménye szerint a kormány nem a megoldás, hanem maga a probléma.
Isaiah Berlin 1958-ban definiálta a negatív szabadságot, ami korlátozza az állam beavatkozását, és a pozitív szabadságot, ami a paternalista államnak az egyén önmegvalósításához való hozzájárulása. Szerinte és sok libertariánus szerint a pozitív szabadság iránti igény autoritarizmushoz vezethet.
A libertariánusok két, markánsan különböző etika között szoktak választani. Az egyik a következményetika, ami egy cselekvést azért pártol, mert a kívánatos dolgokhoz, pl. jóléthez, hatékonysághoz vezetnek – ők a konzekvencialista libertariánusok. A másik a deontológia, ami a dolgok jóságát önmagában nézi – ők a deontologikus libertariánusok, de nevezik őket jogelméleti vagy természetjogi libertariánusoknak, ill. libertariánus moralistáknak is.
Egy másik nézet a szerződéses libertarianizmus, ami szerint egy kormányzat legitimitása nem a kormányzottak beleegyezéséből, hanem a kormányzottak közötti szerződésből ered.

## Libertariánus irányzatok

### Anarchizmus
Az anarchizmus sok elméletet és hagyományt foglal magában, de mindegyikük ellenzi a kötelező kormányzatot, azaz az államot. Bár az anarchizmust baloldali ideológiának szokás tekinteni, tagjai között mindig voltak individualisták és – újabban – anarchokapitalisták, akik támogatják a tulajdon- és piacorientált struktúrákat. Az anarchisták a szélsőséges individualizmustól a szélsőséges kollektivizmusig sok mindent támogathatnak.

### Baloldali libertarianizmus
A baloldali libertarianizmus vagy ballibertarianizmus a természeti erőforrások elosztását tekintve általában véve egalitárius elv, miszerint senki sem igényelhet magántulajdont ezek felett mások hátrányára. A legtöbb ballibertariánus támogat valamiféle jövedelem-újraelosztást, azon az alapon, hogy mindenki egyenlő arányban jogosult a természeti erőforrásokra. A ballibertarianizmus támogatói olyan jelenkori személyiségek, mint Noam Chomsky és Michael Otsuka. A ballibertarianizmust gyakran a libertárius szocializmus szinonímájaként is értik.

#### Libertárius szocializmus
A libertárius szocializmus olyan társadalmat akar felépíteni, amiben az erőszakszervezetek, kényszerintézmények és hierarchiák megszűnnek, de legalábbis a hatókörük drasztikusan csökkentett, és amiben minden személynek szabad és egyenlő elérése van az információ és a javak tekintetében. Az egyenlőséget úgy érnék el, hogy megszüntetnék a magántulajdonhoz való jogot, a termelési módot pedig a munkásosztály és a társadalom mint egész ellenőrizné.
Ide tartozik a legtöbb anarchizmus, olyanok, mint az anarchokommunizmus, anarchokollektivizmus, anarchoszindikalizmus, tanácskommunizmus, valamint a Marx és Lenin által leírt kommunizmus is.

#### Geolibertarianizmus
A geolibertarianizmus igyekszik összeegyeztetni a libertarianizmust a geoizmussal. A geoizmust a megalkotója, Henry George nyomán georgizmusnak is hívják. A geoisták nyomán a geolibertáriusok szerint minden föld közös tulajdon, amihez mindenkinek egyenlő joga van, ezért annak használatáért az egyéneknek adót kell fizetniük a közösség javára. Nem a puszta használatért kell fizetni, hanem azért a jogért, hogy másokat kizárhassanak a használatból, és hogy a kormányzat ezt a jogukat megvédje. Ugyanakkor egyetértenek a libertáriusokkal abban, hogy mindenkinek kizárólagos joga van a munkája gyümölcséhez, azt az állam nem gyűjtheti be kollektívan, és meg sem adóztathatja sem a munkát, sem a munkabért, sem a megtermelt javakat. A geolibertáriusok a hagyományos libertáriusokkal együtt teljes mértékben védik az egyéni emberi jogokat, semmilyen egyéni cselekményt sem tekintve bűncselekménynek, amíg annak másik áldozata nincs. A földhasználati díjat értékalapú földadó formájában szednék be a közösség javára. Miután ez lenne az egyedüli adó, single taxereknek is hívják őket. A geolibertarianizmus nevet Fred E. Foldvary találta ki.
A geoanarchizmus a geolibertarianizmus önkéntes formája, ahol az adót magánegyesületek szednék be az egyesületből való kilépési lehetőséggel – így lemondva az egyesület szolgáltatásairól.
A zöld libertarianizmus a geolibertarianizmus alkalmazása a zöld mozgalomban.

#### Mutualizmus
A mutualizmus baloldali, szabadpiaci, libertariánus, anarchista elmélet, amit Pierre-Joseph Proudhon indított útjára. A piaci szocializmussal szemben ebből hiányzik az állam szerepe és a tervezés. Olyan társadalmat vizionál, amelynek minden tagja rendelkezik termelési móddal – termelőeszközökkel és munkaerővel –, akár individuálisan, akár kollektívan, és kereskedik is, olyan feltételekkel, hogy a csereértéket a befektetett munka mennyisége szabja meg (ld. munkaérték-elmélet). Az individuális anarchistákkal szemben a mutualizmus preferálja a – kollektivista – nagyipart, de az államszocializmussal ellentétben elveti a termelési mód társadalmi ellenőrzését.

### Jobboldali libertarianizmus
A jobboldali libertarianizmus vagy jobblibertarianizmus a ballibertarianizmus áramlataival szemben a természeti erőforrások kihasználását tekintve is individualista, nem pedig kollektivista. Az államot általában nem a fő veszélynek tekintik, hanem megreformálandó objektumnak, aminek révén végül elérhetik a céljaikat. Kizárólag a parlamentarizmus révén gondolják minimalizálni vagy eltüntetni az államot. Semmilyen ellengazdaságot nem támogatnak, a fokozatosság és a reform hívei.

#### Piaci anarchizmus
A piaci anarchizmus vagy szabadpiaci anarchizmus az anarchizmus és a libertarianizmus egyik jobboldali, azaz individualista nézetrendszere. Összeegyezteti az állam eltüntetésének igényét a szabadpiaccal, az állami monopóliumokat versenyszellemű magánintézményekkel helyettesíti a rendőri védelem, igazságszolgáltatás és egyéb védelem területén. Ezen szervezetek szolgáltatásait önkéntes alapon, fizetség ellenében vehetik igénybe azok, akik igényt tartanak rá, szemben a kötelező állami szolgáltatással és kényszerrel, amit kötelező adózás finanszíroz.
Olyan változatai vannak, mint az agorizmus, anarchokapitalizmus, önkénteselvűség.

#### Minarchizmus
A minarchizmus a piaci anarchizmussal ellentétben nem akarja teljesen eltüntetni az államot, csak minimális szerepre szorítani, a rendőrség, honvédelem, igazságszolgáltatás és adóztatás területére, azaz az ún. éjjeliőr állam híve. Ezt a minimális államot szükségesnek is tartja az emberi szabadság maximalizálása érdekében.
A kifejezést az egyébként agorista Samuel Edward Konkin III találta ki. A minarchizmus neves képviselője volt többek között Ludwig von Mises, Milton Friedman és Ayn Rand.

#### Libertárius progresszivizmus
A libertárius progresszivizmus még sarjadó irányzat, amely az önmegfogalmazás stádiumában van. A progresszivizmus, azaz szociálliberalizmus összehangolását jelenti a piaci alapú libertarianizmussal. A szociálpolitikában pl. a készpénz-, azaz holttőke-juttatás mellett a tőkejuttatást is tekintetbe veszi, ill. a szociális jólétet a gazdasági fejlődésre akarja alapozni. A gazdaság eszerint az elv szerint alapvetően a piac dolga, de az államnak néha közbe kell lépnie, hogy az emberek a fejlődésnek ne áldozatai, hanem haszonélvezői legyenek.

#### Libertárius konzervativizmus
A libertárius konzervativizmus vagy konzervatív libertarianizmus a libertarianizmus és a konzervativizmus összeolvasztása. Gazdaságilag és a szabadságot tekintve libertarianizmus, inkább csak életmódjában konzervatív, azaz nem veti el a konzervatív kulturális értékeket. Gyakran idézik Ronald Reagant, aki szerint a konzervativizmus szíve és lelke a libertarianizmus. A libertárius konzervatívok támogatják az erős nemzeti védelmet, de elutasítják a birodalomépítést. Ugyanakkor az amerikai libertárius konzervatívok hisznek abban, hogy az állam visszaszorításának legjobb módja az amerikai alkotmány érvényre juttatása.

#### Neolibertarianizmus
A neolibertarianizmus a libertarianizmus és a neokonzervativizmus elemeinek elegyítése. Amerikában eredendően az inkrementalizmus jellemzi, míg a külpolitikában az önérdekre és a nemzeti védelemre hivatkozva intervencionalista. A neolibertárius kifejezést az iraki háború idején kezdte népszerűsíteni weblogjában Jonathan Henke, egyidőben Dale Franksszel és Bruce McQuainnel.

#### Paleolibertarianizmus
A paleolibertarianizmus gazdaságilag az anarchokapitalizmus követője, politikailag a paleokonzervativizmus szövetségese, kulturálisan konzervatív irányzat, ami azonban élesen szemben áll a neokonzervativizmussal. Mindenfajta intervenciót elutasít a külpolitikában. Politikailag decentralizált, hívei általában semmilyen politikai pártnak sem tagjai, a civil szervezeteket támogatják. Elutasítják az állami beavatkozást az egyén élet-, szabadság- és tulajdonjogaiba, de elutasítják más libertáriusok harcát az olyan, ún. pozitív jogokért, mint a melegjogok vagy az abortusz joga.

#### Libertárius paternalizmus
A libertárius paternalizmus szerint, amit neveznek gyenge paternalizmusnak vagy aszimmetrikus paternalizmusnak is, az állam segíthet meghozni azokat a döntéseket, amiket az egyén maga meghozna, ha meglennének hozzá a képességei. De a kemény paternalizmussal szemben, ami bizonyos dolgokat tilt, másokat kötelezővé tesz, a gyenge paternalizmus csak befolyásolja az egyén szándékait, anélkül, hogy áthágná az akarat szabadságát. A neoliberalizmus versenyével szemben ez a versenyszellemű életre felkészítő iskola.